# アメリカ合衆国国務省近東局

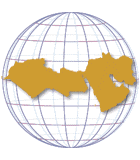
近東局

アメリカ合衆国国務省において、近東局（きんとうきょく、Bureau of Near Eastern Affairs、NEA）は、近東地域に関する政治的問題に対処し、これらの地域の国々と合衆国との間の外交関係および外交政策を扱う行政機関である。国務次官（政治担当）の管轄下にあり、国務次官補（近東担当）が監督責任を負う。

## 担当する国と地域
- アラブ首長国連邦
- アルジェリア
- イエメン
- イスラエル
- イラク
- イラン
- エジプト
- オマーン
- カタール

- クウェート
- サウジアラビア
- シリア
- チュニジア
- バーレーン
- モロッコ
- ヨルダン
- リビア
- レバノン

（五十音順）